# 10544 Hörsnebara
10544 Hörsnebara (tên chỉ định: 1992 DA9) là một tiểu hành tinh vành đai chính. Nó được khám phá thông qua Uppsala-ESO Survey of Asteroids và Comets ở Đài thiên văn La Silla ở Chile ngày 29 tháng 2 năm 1992. Nó được đặt theo tên Hörsne và Bara, two small parishes ở Gotland, Sweden.